# Кузнецов, Эдуард Иванович
Эдуард Иванович Кузнецов (1928—2007) — заслуженный лётчик-испытатель СССР, Герой Советского Союза, лауреат Ленинской премии, генерал-майор авиации.

## Биография
Эдуард Кузнецов родился 8 ноября 1928 года в Ленинграде. Русский.
В 1946 году окончил Ленинградскую спецшколу ВВС, затем до 1947 года учился в Тамбовском военном авиационном училище лётчиков. В 1951 году окончил Кировабадское военное авиационное училище лётчиков, и четыре года, до 1955 года служил там лётчиком-инструктором. В 1957 году окончил Школу лётчиков-испытателей и перешёл на лётно-испытательную работу в ОКБ С. В. Ильюшина. Член КПСС с 1953 года.
В 1958—1960 годах участвовал в качестве второго пилота с В. К. Коккинаки в установлении 13 мировых авиационных рекордов скорости и грузоподъёмности на самолёте Ил-18.
В 1966 году окончил вечернее отделение Московского авиационного института (МАИ). 25 марта 1971 года с Центрального аэродрома имени М. В. Фрунзе совершил первый полёт на Ил-76, посадку совершил на аэродроме Раменское. В 1972 году — заслуженный лётчик-испытатель СССР. 22 декабря 1976 года выполнил первый полёт на Ил-86.
Также проводил испытания самолёта Ил-62. В 1978 году Эдуард Кузнецов становится лауреатом Ленинской премии, в том же году ему присвоено звание генерал-майора авиации.
В 1976—1987 годах — старший лётчик-испытатель ОКБ, затем после выхода в запас, до 2004 года работал инженером-методистом в ОКБ.
Умер 15 июня 2007 года. Похоронен в Москве на Троекуровском кладбище.

## Награды
- В 1964 году награждён орденом Красной Звезды.
- 22 июля 1966 года за мужество и героизм, проявленные при испытании новой авиационной техники присвоено звание Героя Советского Союза с вручением ордена Ленина и медали «Золотая Звезда» (№ 11261).
- В 1976 году был удостоен второго ордена Ленина.
- В 1981 году награждён орденом Октябрьской Революции.
- Также награждался медалями СССР и России.